# 7158 IRTF
7158 IRTF este un asteroid din centura principală, descoperit pe 1 martie 1981, de Schelte Bus.